# Henry Nwosu
Henry Onyemanze Nwosu (ur. 16 października 1961) – nigeryjski piłkarz grający na pozycji pomocnika W swojej karierze grał w reprezentacji Nigerii.

## Kariera klubowa
Swoją karierę piłkarską Nwosu rozpoczął w klubie New Nigerian Bank FC, w którym zadebiutował w 1979 roku. W 1985 roku przeszedł do ACB Lagos FC, w którym spędził trzy sezony. W latach 1988–1989 grał w iworyjskim ASEC Mimosas, a w latach 1990-1991 był zawodnikiem kameruńskiego Racingu Bafoussam. W latach 1992–1993 ponownie występował w ACB Lagos, w którym zakończył karierę.

## Kariera reprezentacyjna
W reprezentacji Nigerii Nwosu zadebiutował 26 stycznia 1980 roku w wygranym 1:0 towarzyskim meczu z Liberią, rozegranym w Lagos. W tamtym roku wziął udział w Pucharze Narodów Afryki 1980, który Nigeria wygrała oraz w Igrzyskach Olimpijskich w Moskwie. W Pucharze Narodów Afryki rozegrał dwa mecze grupowe: z Tanzanią (3:1) i z Wybrzeżem Kości Słoniowej (0:0).
W 1982 roku Nwosu był w kadrze Nigerii na Puchar Narodów Afryki 1982. Wystąpił w nim trzykrotnie w meczach grupowych: z Etiopią (3:0), z Algierią (1:2) i z Zambią (0:3).
W 1984 roku Nwosu powołano do kadry na Puchar Narodów Afryki 1984, na którym rozegrał cztery mecze: grupowe z Ghaną (2:1), w którym strzelił gola, z Malawi (2:2) i z Algierią (0:0) oraz finałowy z Kamerunem (1:3). Z Nigerią wywalczył wicemistrzostwo Afryki.
W 1988 roku Nwosu został powołany do kadry na Puchar Narodów Afryki 1988. Na tym turnieju rozegrał cztery mecze: grupowe z Kenią (3:0) i z Egiptem (0:0), półfinałowy z Algierią (1:1, k: 9:8) i finałowy z Kamerunem (0:1). Z Nigerią ponownie został wicemistrzem Afryki. W kadrze narodowej grał do 1991 roku. Rozegrał w niej 58 meczów i strzelił 6 goli.